# جاكوب أندكير
جاكوب أندكير (بالدنماركية: Jakob Andkjær)‏ (مواليد 7 مايو 1985) هو سبّاح دنماركي، مثّل بلاده في الألعاب الأولمبية الصيفية 2008.

## روابط خارجية
جاكوب أندكير على موقع الاتحاد الدولي للسباحة (الإنجليزية)
- جاكوب أندكير على موقع SwimRankings.net (الإنجليزية)
- جاكوب أندكير على موقع أوليمبيديا (الإنجليزية)